# قارب دايهاتسو
قارب الإنزال فئة «دايهاتسو» كان نوعًا من زوارق الإنزال التي استخدمها الجيش الإمبراطوري الياباني من عام 1937 إلى عام 1945، في الحرب الصينية اليابانية الثانية والحرب العالمية الثانية . تم تصنيفها على أنها سفينة إنزال من النوع "أ" من قبل الولايات المتحدة.

## التاريخ
كانت زوارق دايهاتسو إحدى سفن الإنزال التابعة للجيش الإمبراطوري الياباني، تم تطويرها في الأصل في عام 1924، وتم تحسينها لاحقًا وتم تبنيها أيضًا في خدمة البحرية الإمبراطورية اليابانية.
تم استخدام القوارب لأول مرة في القتال في 29 فبراير 1932، خلال حادثة شنغهاي حيث قامت فرقة الجيش الإمبراطوري الياباني الحادية عشرة بالإنزال خلف خطوط العدو ومنع العدو من تلقي الإمدادات والتعزيزات مما أدى إلى انسحاب الجيش التاسع عشر الصيني. تمت دراسة هذه العملية بعناية من قِبل ضابط مشاة البحرية الأمريكية Victor Krulak، الذي وفر صور القوارب لأندرو هيغينز الذي قام بنسخ التصميم في قارب هيغينز.

## صور

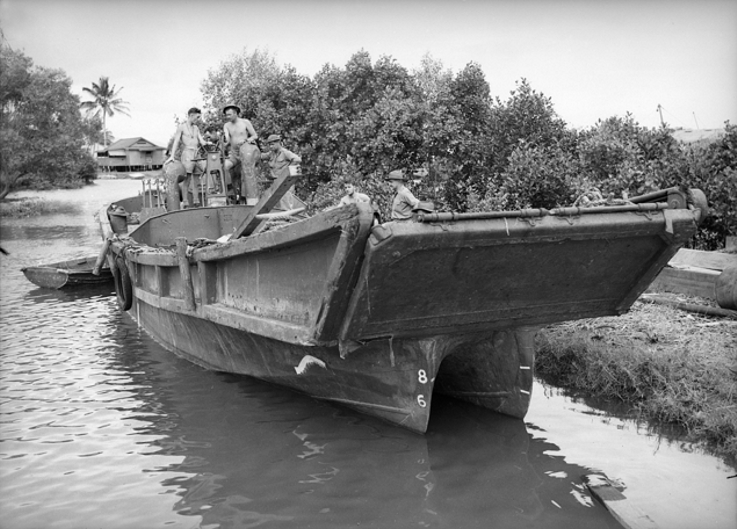
مثاللزورق إنزال في معركة خليج ميلن.
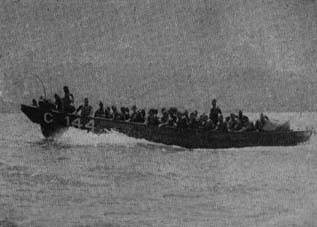
الجيش الإمبراطوري الياباني يتدرب على عمليات الإنزال باستخدام زروق الإنزال دايهاتسو، عام 1935.